# Sergio Real Hernández
Sergio Real Hernández (Medina de Rioseco, 7 de octubre de 1868 - Alcalá de Henares, 11 de noviembre de 1933) fue un maestro molinero e industrial español.

## Biografía
Nació en Medina de Rioseco (Provincia de Valladolid) en 1868; inicialmente se ganaba la vida como jornalero, trasladándose a vivir a Alcalá de Henares en 1888. Desde 1889 ostentaba la categoría profesional de maestro molinero. Ese mismo año se casó con Catalina Torrado en Villabrágima, con la que tuvo seis hijos que nacieron en la ciudad complutense: Ángel, Cecilia (fallecida prematuramente), Rosario, Lorenzo, Juliana y Nicolás.
Su actividad profesional se desarrolló en diversos molinos de Guadalajara (1889), Alcalá de Henares (1901) y Navalcarnero (1905). En este último también asumió su gestión, facilitándole contactar con fabricantes y proveedores de maquinaria para molinos, así como con industriales harineros de España. Esto le permitió participar en la creación del Montepío Nacional de Molineros, junto con Federico Montagud (fundador de la revista Molinería y Panadería).
Su actividad como industrial se inicia en 1910 al arrendar el "molino de las Armas", en Alcalá de Henares, propiedad de los herederos de García San Antonio. Era un molino hidráulico de muelas de piedra, junto a un canal del río Henares. Lo transformó a un sistema mixto de producción, añadiendo rodillos, que permitía obtener una harina de trigo más refinada.

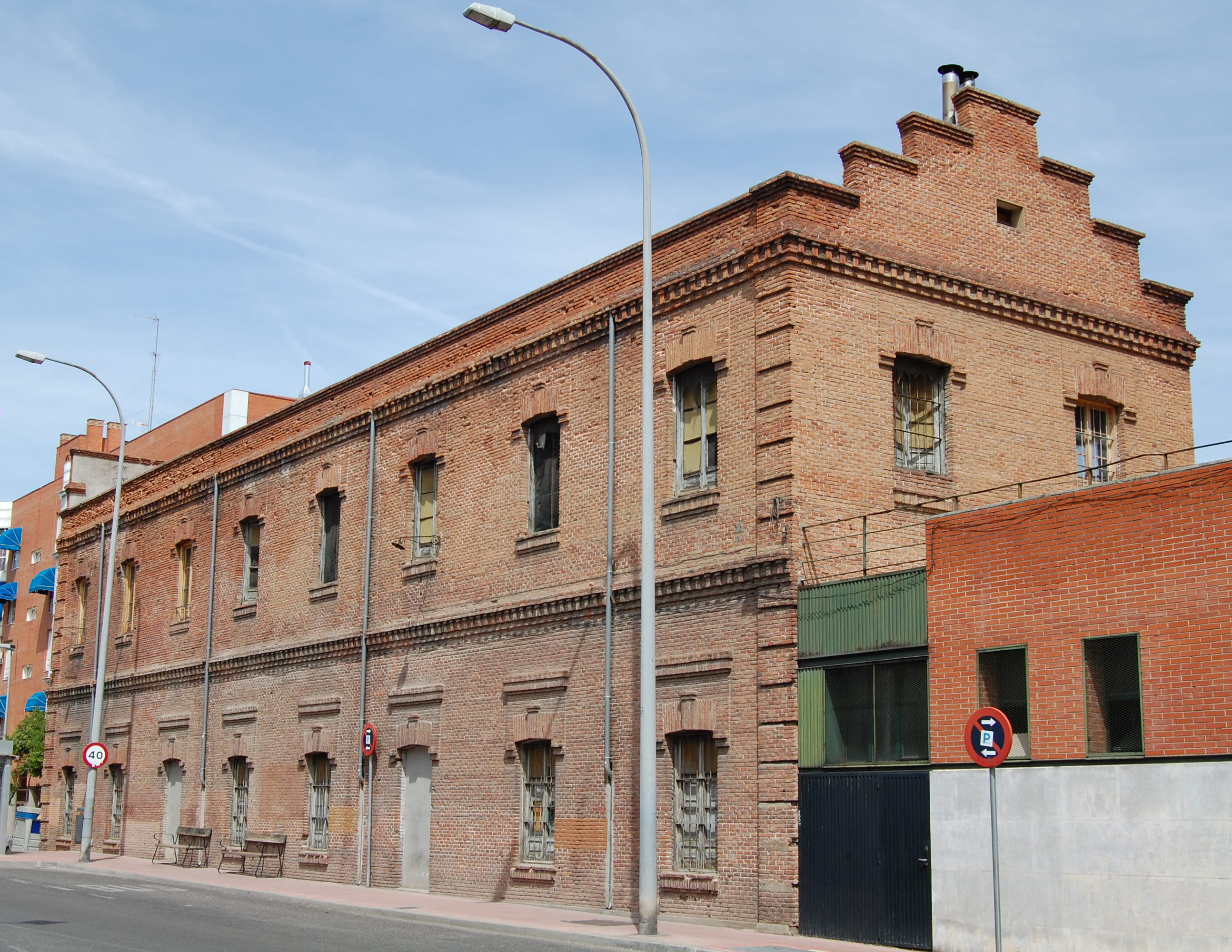
Fábrica de harinas "La Esperanza" (Alcalá de Henares, 1916).

En 1916 decide construir su propia fábrica de harinas, "La Esperanza", también en Alcalá de Henares. Pero con una concepción renovadora del sistema de producción y de contratación industrial. La instaló en unos terrenos próximos a la estación de ferrocarril, contrató al constructor madrileño Martín Lago para edificar una moderna fábrica por 22.061,55 pesetas. En lugar de la energía hidráulica fluvial, usó energía eléctrica para maquinaria de la casa Daverio Henrici & Cía de Zúrich, con motores eléctricos Oerlikon. La producción la inició en septiembre de ese año, contando con seis empleados. En lugar de la tradicional maquila (cobrar mediante un porcentaje de la harina producida), su sistema de contratación cambia a la adquisición directa del trigo, y su venta directa como harina y salvados. Lo que le obligó a ampliar sus instalaciones, añadiendo un silo y almacenes entre 1917 y 1919.
En 1930 desempeñó el cargo de concejal del Ayuntamiento de Alcalá de Henares; ciudad en la que falleció el 11 de noviembre de 1933, al sufrir un accidente laboral en su propia fábrica. 
La fábrica de harinas "La Esperanza" estuvo productiva, bajo la dirección de sus herederos, hasta 1988. Actualmente el edificio está incluido en el Catálogo del Patrimonio Industrial de España.